# Jan als Detektiv
Jan als Detektiv ist eine dänische Jugendbuchserie von den Autoren Knud Meister und Carlo Andersen. Die Serie erschien in Dänemark unter dem Namen Jan von 1942 bis 1964 in 81 Bänden.
In den Romanen geht es um den 14- bis 20-jährigen Jan Helmer und seine Freunde, die in allerlei Abenteuer verwickelt werden. Oft werden sie in kriminelle Machenschaften hineingezogen, deren Urheber sie mit detektivischem Spürsinn ermitteln und zur Strecke bringen.
Der erste Band der Reihe erschien im Jahre 1942 unter dem Titel „En Detektiv paa fjorten“ in Dänemark beim „Barfoeds Verlag“. Später wurde das Buch auch im Allers Verlag, Bøthners Verlag, Wangels Verlag, Grafisk Verlag und dem Disneys Bogklub herausgegeben. Die Übersetzung der Bände ins Deutsche erfolgte durch Ursula von Wiese (Band 1–7, 27–33), Karl Hellwig (Band 8–17) und Marlène Schwörer (Band 18–26).

## Die Protagonisten

### Jan Helmer
Jan Helmer ist der Sohn des Kriminalkommissars Mogens Helmer. Er wird als schlau – wenn auch schulisch nicht überragend – mutig, unternehmungslustig und mit einem starken Gerechtigkeitssinn versehen dargestellt. Jan nimmt in der Hierarchie seines Freundeskreises den Status eines Anführers ein.

### Erling Krag
Der dicke, etwas verfressene Erling Krag ist recht unsportlich und träge, dafür mit einem scharfen Verstand ausgestattet. Er ist Klassenbester und der beste Freund von Jan Helmer. Er hat für fast alles einen altklugen, ironisch-spöttischen Kommentar auf Lager.

### Jesper
Der etwas kleine Jesper hat weder besondere schulische noch sportliche Erfolge vorzuweisen. Dafür hat er ein großes Herz. Von seinen Freunden wird er „Krümel“ genannt. Er ist bekannt für sein freches Mundwerk und für seine liebevolle Feindschaft mit Erling Krag.

### Jack
Der aus England stammende Jack Morton ist ein guter Klassenkamerad von Jan. Er spielt in der Schülermannschaft als Torwart. Er ist, wie Jan, sehr sportlich und mutig.

### Carl
Der bärenstarke, aber gutmütige Carl Jensen ist in sehr ärmlichen Verhältnissen aufgewachsen. Er rächt sich vielfach für seine Freunde, indem er dem Schuldigen eine Tracht Prügel verpasst.

### Hanne Beyer
Jan Helmer lernt sie in Band 28 kennen. Sie ist ein sportliches und hübsches Mädchen. Sie ist sehr mutig und hat vor nichts außer Mäusen und Gewittern Angst. In den Bänden wird nicht thematisiert, ob zwischen Jan und ihr eine „tiefere Freundschaft“ besteht, doch im letzten Band der Reihe (Band 33: Jan und die Posträuber) verloben sie sich.

### Lis
Sie ist die Schwester von Jan Helmer. Sie ist ein Jahr älter als ihr Bruder. Sie hat blondgelocktes Haar, strahlend blaue Augen und ein Stupsnäschen. In Band 30 heiratet sie Jens Bach.

### Jens Bach
Er ist der Ehemann von Jans Schwester und Jans Schwager. Er lernte Lis in Band 16 kennen. Nach anfänglichen „Problemen“ wurden er und Jan gute Freunde. Er hilft Jan, sehr zum Unbehagen von Lis, viel bei seinen Abenteuern.

## Bände in deutscher Übersetzung
In deutscher Sprache sind 33 Bände im Albert Müller Verlag, Rüschlikon (Schweiz), erschienen. Einige Bände sind auch als Lizenzausgabe im Verlag Bertelsmann, Gütersloh (Deutschland), erschienen.
- 1 Jan wird Detektiv (En Detektiv på fjorten)
- 2 Jan und die Juwelendiebe (Jan und Co. ordner alt)
- 3 Jan und die Kindsräuber (Jan-Klubben)
- 4 Das Geheimnis der „Oceanic“ (Mysteriet på 'Oceanic')
- 5 Jan und die Falschmünzer (Journalist Jan)
- 6 Spuren im Schnee (Sporet i Sneen)
- 7 Der verschwundene Film (Den forsvundne film)
- 8 Jan auf der Spur (Jan på sporet / Jan får travlt igen)
- 9 Jan ganz groß! (Jan gør sit store kup / Jan og de forsvundne perler/Jan ved mikrofonen)
- 10 Jan stellt 20 Fragen (20 spørgsmål til Jan / Jan bliver slået ud)
- 11 Jan gewinnt die dritte Runde (Jans store bedrift / J an vinder 3. omgang)
- 12 Jan packt zu (Jan og piraterne / Jan og frømændene)
- 13 Jan ruft SOS (Jan sender S.O.S. / Hænderne op, Jan!)
- 14 Jan hat Glück (Jan slår til!)
- 15 Jan und die Schmuggler (Jan og havnemysteriet)
- 16 Jan, wir kommen! (Jan overgiver sig aldrig)
- 17 Jan siegt zweimal (Jan i kamp)
- 18 Jan in der Falle (Jan går i fælden)
- 19 Jan pass auf! (Vogt dig, Jan!)
- 20 Jan und der Meisterspion (Jan og mesterspionen)
- 21 Jan schöpft Verdacht (Jan og diamantsmuglerne)
- 22 Jan zieht in die Welt (Jans hårdeste kamp / På gensyn, Jan! / Jan stævner ud)
- 23 Jan auf großer Fahrt (Orkanen)
- 24 Jan und die Marokkaner (Bravo, Jan!)
- 25 Jan und die Leopardenmenschen (Jan i Urskoven)
- 26 Jan zeigt Mut (Nu går det løs, Jan!)
- 27 Jan und das verhängnisvolle Telegramm (Fuld kraft fremad, Jan!  /Nu eller aldrig, Jan!)
- 28 Jan wird bedroht (Jan og stemmen i mørket / Jan og fjernsynsmysteriet)
- 29 Jan in der Schusslinie (Jan i skudlinjen / Jan går til angreb)
- 30 Jan und das Gold (Jans største sejr / Jan møder „Hævneren“)
- 31 Jan und die Dunkelmänner (Hævnens ryttere / Med flyvende start)
- 32 Jan und die Rachegeister (Luftens pirater / Nattens mysterier)
- 33 Jan und die Posträuber (Det store postrøveri / Læderjakkernes hævn)

## Fehler in den Büchern
- In Band 1 hat Jans Vater den Vornamen „Hans“, in allen anderen Bänden heißt er aber „Mogens“ Helmer.
- Band 19 und 31: Der Anführer einer Halbstarken-Bande heißt in Band 19 Walther „Clausen“, in Band 33 jedoch Walther „Classen“. Dies beruht wahrscheinlich auf einem Druckfehler.

## Informationen über die Bände
| Band | Jahreszeit, wann                     | Alter | Schulklasse  |
| ---- | ------------------------------------ | ----- | ------------ |
| 1    | Sommerferien                         | 14    | 2. Oberstufe |
| 2    | Herbstferien                         | 14    | 2. Oberstufe |
| 3    | Ostern, Frühling                     | 14    | 2. Oberstufe |
| 4    | Frühling                             | 15    | 2. Oberstufe |
| 5    | Sommer                               | 15    | 3. Oberstufe |
| 6    | Winter, Weihnachten                  | 15    | 3. Oberstufe |
| 7    | Frühling-Sommer                      | 16    | 3. Oberstufe |
| 8    | Sommerferien                         | 16    | 4. Oberstufe |
| 9    | Sommerferien                         | 16    | 4. Oberstufe |
| 10   | ca. Frühling                         | 17    | 4. Oberstufe |
| 11   | Sommerferien                         | 17    | 5. Oberstufe |
| 12   | Sommerferien**                       |       |              |
| 13   | Sommerferien**                       |       |              |
| 14   | Sommerferien                         | 17    | 6. Oberstufe |
| 15   | Herbst                               | 17    | 6. Oberstufe |
| 16   | Sommerferien                         | 18    | 7. Oberstufe |
| 17   | Sommerferien                         | 18    | 7. Oberstufe |
| **12 |                                      |       |              |
| **13 |                                      |       |              |
| 18   | Während Schulzeit                    | 18    | 7. Oberstufe |
| 19   | Während Schulzeit                    | 18    | 7. Oberstufe |
| 20   | Während Schulzeit                    | 18    | 7. Oberstufe |
| 21   | Ende Schule (Matura), Sommerferien   | 18    | 7. Oberstufe |
| 22   | Weltreise                            | 19    |              |
| 23   | Weltreise                            | 19    |              |
| 24   | Weltreise                            | 19    |              |
| 25   | Weltreise                            | 19    |              |
| 26   | Weltreise                            | 19    |              |
| 27   | Frühling                             | 19    |              |
| 28   | Sommer                               | 20    |              |
| 29   | Sommer                               | 20    |              |
| 30   | Spätsommer                           | 20    |              |
| 31   | Spätsommer                           | 20    |              |
| 32   | Sommer/Herbst                        | 20    |              |
| 33   | Herbst/Winter (Weihnacht, Silvester) | 20    |              |